# Armstedt
Armstedt är en kommun och ort i Kreis Segeberg i förbundslandet Schleswig-Holstein i Tyskland.
Kommunen ingår i kommunalförbundet Amt Bad Bramstedt-Land tillsammans med ytterligare 13 kommuner.